# Кочкина, Клавдия Николаевна
Клавдия Николаевна Кочкина (19 января 1930 года, деревня Потанята —2007 год) — старшая рабочая хлебозавода № 1 Министерства пищевой промышленности РСФСР, Киров. Герой Социалистического Труда (1971).

## Биография
Родилась в 1930 году в крестьянской семье в деревне Потанята (сегодня — Нагорский район Кировской области). С 1944 года — ученица сухарного цеха хлебозавода № 1 в Кирове. Освоила все специальности хлебопечения. Позднее была назначена старшей рабочей.
Досрочно выполнила личные социалистические обязательства и плановые производственные задания Восьмой пятилетки (1965—1970). Указом Президиума Верховного Совета СССР от 26 апреля 1971 года «за выдающиеся успехи, достигнутые в выполнении заданий пятилетнего плана по развитию пищевой промышленности» удостоена звания Героя Социалистического Труда с вручением ордена Ленина и золотой медали Серп и Молот.
Неоднократно избиралась депутатом Кировского городского совета народных депутатов.
Проработала на хлебозаводе около 40 лет.
Скончалась в 2007 году.
Награды
- Герой Социалистического Труда
- Орден Ленина — дважды
- Медаль «За доблестный труд в Великой Отечественной войне 1941—1945 гг.»